# Кундиздинський сільський округ (Сирдар'їнський район)
Кундизди́нський сільський округ (каз. Құндызды ауылдық округі, рос. Кундыздинский сельский округ) — колишня адміністративна одиниця у складі Сирдар'їнського району Кизилординської області Казахстану. Ліквідована у 2013 році. Адміністративний центр та єдиний населений пункт — село Малібаєв.
Населення — 1251 особа (2009; 1119 в 1999).